# Michele Hendricks
Michele Hendricks (New York, 27 september 1953) is een Amerikaanse jazzzangeres, -arrangeur en songwriter, evenals docent en auteur.

## Biografie
Michele Hendricks komt uit een muzikale familie (ze is de dochter van vocalese zanger Jon Hendricks). Als kind zong ze in kerkkoren en begeleidde ze haar vader van jongs af aan naar optredens en tournees. Na haar studie dans en drama in Londen aan het Gradison College, was ze lid van Jon Hendricks & Family. Ze verscheen ook op de Evolution of the Blues Show van haar vader en is sinds 1981 lid van Jon Hendricks & Company, een van de belangrijkste vocale ensembles van de jaren 1980 en voortbouwend op het werk van Lambert, Hendricks & Ross. In 1984 nam ze op met Paul Nash's Jazz Composer's Ensemble. Halverwege de jaren 1980 toerde ze in het vocale kwartet Vocal Summit (met Jay Clayton, Urszula Dudziak en Norma Winstone, album Conference of the Birds). Vanaf 1987 nam ze enkele albums op voor Muse Records, waar ze werd begeleid door gastmuzikanten als Slide Hampton, Stan Getz, Ray Drummond, Claudio Roditi, Marvin Smitty Smith en James Williams. Ze trad ook op met het kwartet van George Adams en Don Pullen en op de Leverkusen Jazz Days in 1989 met Art Blakey and his Jazz Messengers.
Ze woonde later met haar familie in Frankrijk, waar ze scatzang leerde. In de jaren 1990 kwam het album A Little Bit of Ella uit, waarop Tommy Flanagan, Peter Washington, Lewis Nash, David 'Fathead' Newman, Brian Lynch, Robin Eubanks en haar vader Jon Hendricks deelnamen. Ze verscheen toen met Arthur Blythe en andere muzikanten op een eerbetoonconcerttournee voor Dinah Washington. In 2000 werkte ze samen met Adam Nussbaum en de Big Band de Lausanne (Duke Ellingtons Sacred Music). Ze is lid van het vocaal ensemble Cantabile in Jazz.
Hendricks heeft lesgegeven aan The New School (New York), de New York University, de New Yorkse Jazzmobile, het Centre Polyphonique (Parijs) en de Graz University of Music. Ze was acht jaar artistiek directeur van de Spoleto Vocal Jazz Workshop en is voorzitter van de jury van de Franse Crest Jazz Vocal Competition. Michele Hendricks hield een workshop als onderdeel van het Jazzfestival Munster (Haut-Rhin) in 2009. Hendricks was ook actief als songwriter en dichter. Ze heeft gedurende haar hele carrière gewerkt met Count Basie, Wayne Shorter, Billy Hart, George Benson, Art Blakey, Red Rodney, Anthony Jackson, Al Jarreau, Bobby McFerrin en ook met de band The Manhattan Transfer. Ze beschouwt Ella Fitzgerald en Sarah Vaughan als haar belangrijkste voorbeelden.

## Discografie
- 1987: Carryin´ On (Muse)
- 1988: Keepin´ Me Satisfied (Muse)
- 1990: Me and My Shadoiw (Muse)

- Bibsys: 6046323
- Bibliothèque nationale de France: cb13931591h (data)
- Gemeinsame Normdatei: 135172918
- International Standard Name Identifier: 0000 0004 4192 8083
- Library of Congress Control Number: no96053148
- MusicBrainz: c540584f-c09c-47b2-a809-459b46db49de
- Nederlandse Thesaurus van Auteursnamen: 073502103
- Système universitaire de documentation: 145362515
- Virtual International Authority File: 24790073
- WorldCat: E39PBJcrh374xxQHmqRrJ9TJXd